# Izrok
Izrok (cyr. Изрок) – wieś w Serbii, w okręgu raskim, w gminie Tutin. W 2011 roku liczyła 128 mieszkańców.